# Cucullia bubaceki
Cucullia bubaceki là một loài bướm đêm trong họ Noctuidae.